# Jevgenijus Šuklinas
Jevgenijus Šuklinas ou Jevgenij Shuklin (23 novembre 1985 à Glazov) est un céiste lituanien, d'origine russe, pratiquant la course en ligne.
En janvier 2019, il est testé positif à une substance interdite (déhydrochlorméthyltestostérone) après que des échantillons stockés des Jeux olympiques de 2012 aient été réanalysés. Il est ensuite déchu de sa médaille d'argent olympique.

## Palmarès

### Jeux olympiques
- 2012
  -  Médaille d'argent en C-1 200 m

### Championnats du monde
- 2006 à Szeged,  Hongrie
  -  Médaille de bronze en C-1 200 m

- 2007 à Duisbourg,  Allemagne
  -  Médaille de bronze en C-1 200 m

- 2009 à Dartmouth,  Canada
  -  Médaille de bronze en C-1 200 m